# Фридрихсвальде
Фридрихсвальде (нем. Friedrichswalde) — община в Германии, районный центр, расположен в земле Бранденбург.
Входит в состав района Барним. Подчиняется управлению Йоахимсталь(Шорфхайде). Население составляет 888 человек (на 31 декабря 2010 года). Занимает площадь 44,89 км².
Коммуна подразделяется на 2 сельских округа.
| Год  | Население |
| ---- | --------- |
| 2005 | 963       |
| 2010 | 895       |

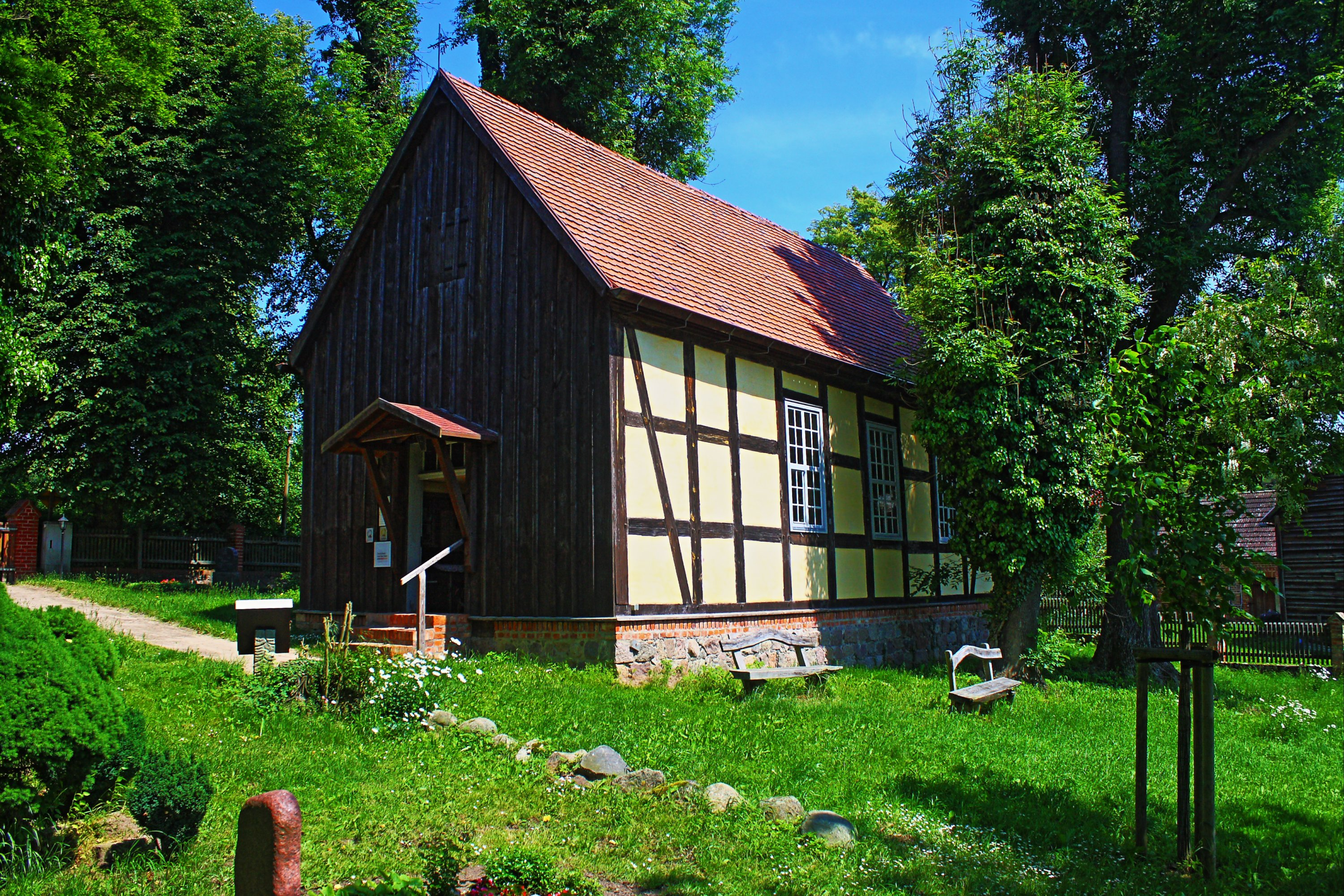
Кирха Гламбека
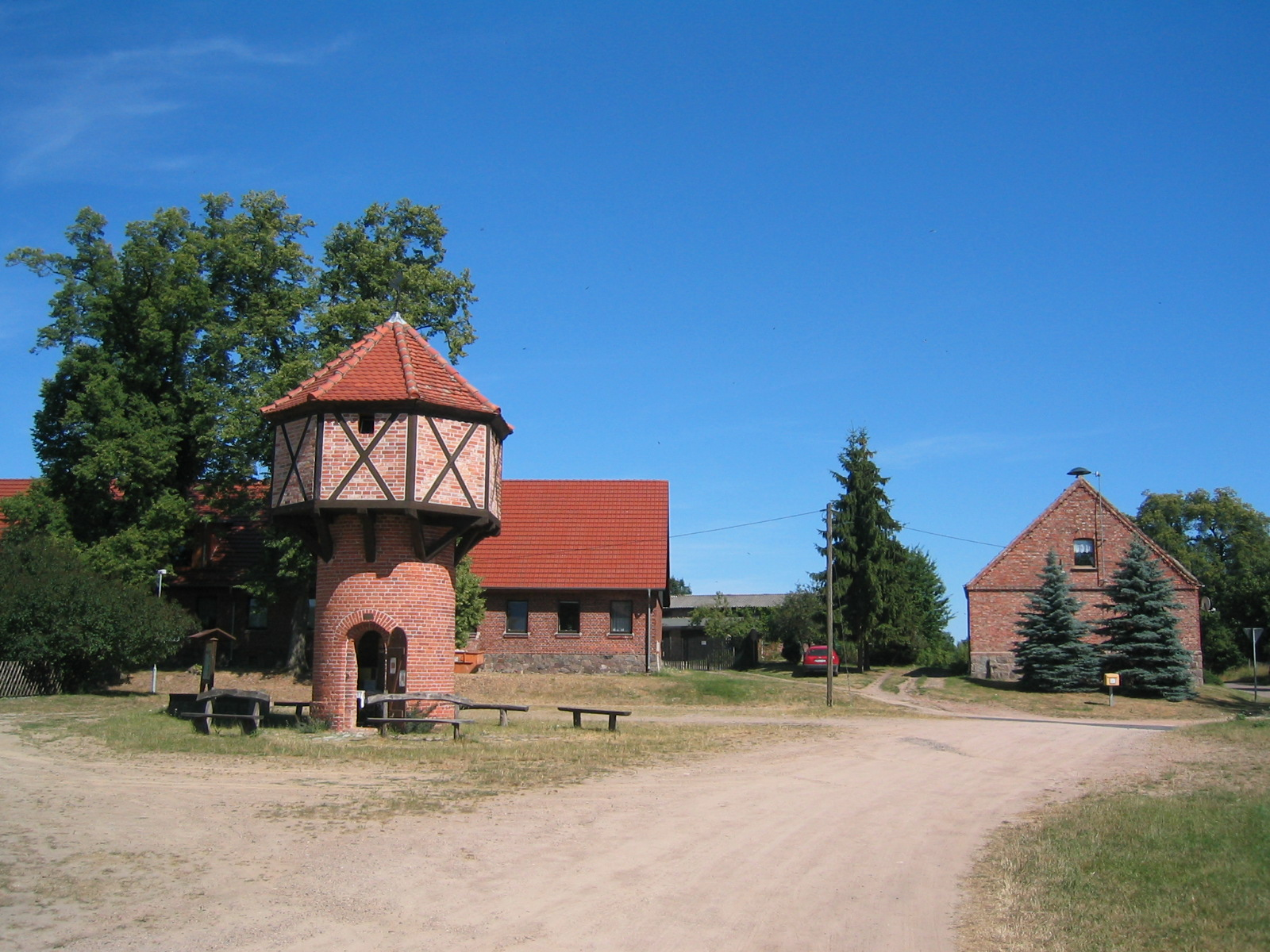
Глухая башня в Гламбеке
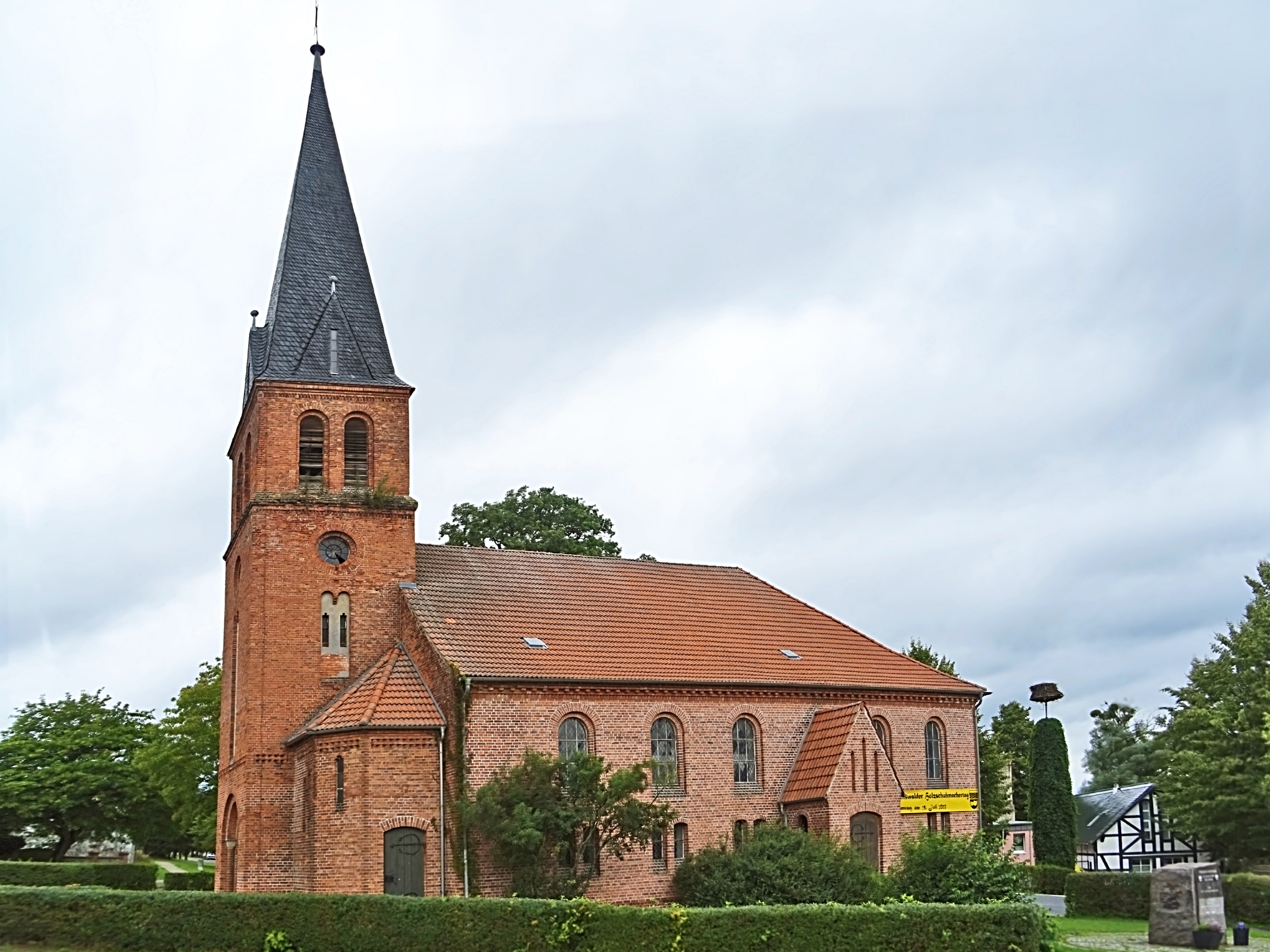
Кирха Св. Михаэля в Фридрихсвальде
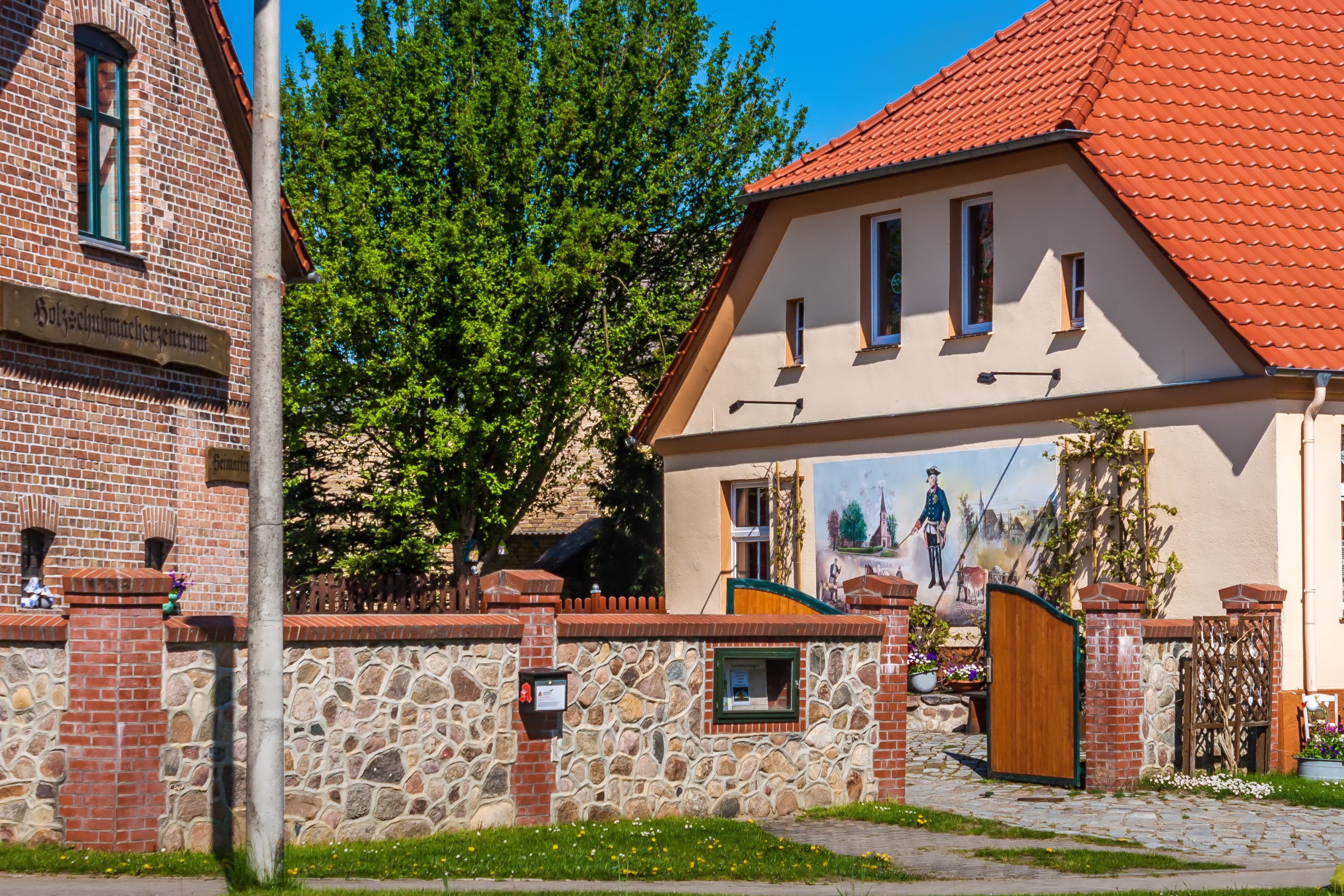
Памятное место Фридриха II